# Brierly Bay
Die Brierly Bay ist eine Bucht an der Südküste von Coronation Island im Archipel der Südlichen Orkneyinseln. Sie ist eine Nebenbucht der Orwell Bight und liegt östlich des Olivine Point.
Das UK Antarctic Place-Names Committee benannte sie 2024 nach dem britischen Meeresbiologen Andrew Brierley (1967–2024) von der University of St Andrews, der als Wissenschaftler des British Antarctic Survey in den 1990er Jahren maßgeblich an der Erforschung des Krills in antarktischen Gewässern beteiligt war.